# Campeonato Asiático de Atletismo de 2023 - Lançamento de disco feminino
A prova do lançamento de disco feminino do Campeonato Asiático de Atletismo de 2023 foi disputada no dia 14 de julho de 2023, no Estádio Nacional, em Banguecoque, na Tailândia.

## Recordes
Antes desta competição, os recordes mundiais e do campeonato nesta prova eram os seguintes:
|                       | Nome             | Nacionalidade     | Distância | Local          | Data                |
| --------------------- | ---------------- | ----------------- | --------- | -------------- | ------------------- |
| Recorde mundial       | Gabriele Reinsch | Alemanha Oriental | 76m 80cm  | Neubrandenburg | 9 de julho de 1988  |
| Recorde do campeonato | Feng Bin         | China             | 65m 35cm  | Doha           | 24 de abril de 2019 |
| Recorde asiático      | Xiao Yanling     | China             | 71m 68cm  | Pequim         | 14 de março de 1992 |

Os seguintes recordes foram estabelecidos durante esta competição:
| Data        | Evento | Atleta   | Nacionalidade | Distância | Notas                 |
| ----------- | ------ | -------- | ------------- | --------- | --------------------- |
| 14 de julho | Final  | Feng Bin | China         | 66m 42cm  | Recorde do campeonato |

## Medalhistas
| Ouro           | Prata           | Bronze                 |
| Feng Bin (CHN) | Wang Fang (CHN) | Subenrat Insaeng (THA) |

## Cronograma
Todos os horários são locais (UTC+7)
| Data        | Hora  | Evento |
| ----------- | ----- | ------ |
| 14 de julho | 16:40 | Final  |

## Resultado final
A final ocorreu no dia 14 de julho às 16:40.
| Posição           | Atleta                    | Nacionalidade | #1    | #2    | #3    | #4    | #5    | #6    | Resultados | Notas                 |
| ----------------- | ------------------------- | ------------- | ----- | ----- | ----- | ----- | ----- | ----- | ---------- | --------------------- |
| Medalha de ouro   | Feng Bin                  | China         | 65.04 | 66.42 | 64.22 | x     | x     | 63.72 | 66.42      | Recorde do campeonato |
| Medalha de prata  | Wang Fang                 | China         | 56.10 | x     | 58.33 | 56.69 | 58.49 | 57.96 | 58.49      |                       |
| Medalha de bronze | Subenrat Insaeng          | Tailândia     | 55.80 | x     | x     | x     | x     | 55.80 | 55.80      |                       |
| 4                 | Maki Saito                | Japão         | x     | x     | 54.19 | x     | 53.20 | 52.34 | 54.19      |                       |
| 5                 | Nanaka Kori               | Japão         | x     | x     | x     | x     | 53.72 | x     | 53.72      |                       |
| 6                 | Queenie Ting Kung Ni      | Malásia       | 47.69 | 46.38 | 48.09 | x     | 49.30 | 48.87 | 49.30      |                       |
| 7                 | Nur Atiqah Sufiah Hanizam | Malásia       | 42.03 | 42.85 | x     | 41.79 | 43.55 | x     | 43.55      |                       |

Legenda
| Recorde mundial       | Recorde mundial (World record)               |                       | Recorde africano                      | Recorde africano (African) |                                           | Q | Classificado por posição (Qualified) |
| Recorde do campeonato | Recorde do campeonato (Championship record)  | Recorde da América    | Recorde da América (Americas)         | q                          | Classificado por melhor tempo (Qualified) |   |                                      |
| Melhor marca do ano   | Melhor marca do ano (World leading)          | Recorde asiático      | Recorde asiático (Asian)              | DNS                        | Não largou (Did not start)                |   |                                      |
| Recorde nacional      | Recorde nacional (National record)           | Recorde europeu       | Recorde europeu (European)            | DNF                        | Não terminou (Did not finish)             |   |                                      |
| Recorde pessoal       | Recorde pessoal do atleta (Personal best)    | Recorde da Oceania    | Recorde da Oceania (Oceania)          | DSQ / DQ                   | Desclassificado (Disqualified)            |   |                                      |
| Recorde da temporada  | Recorde da temporada do atleta (Season best) | Recorde sul-americano | Recorde sul-americano (South America) | NM                         | Sem marca (No mark)                       |   |                                      |